# Западнородопски отряд
Западнородопският отряд (познат и като Родопски отряд) е формирование от Българската армия, което действа срещу гърците в последните дни на Междусъюзническата война и се изявява в Кресненското сражение.
Отрядът е сформиран със заповед от 10 юли (23 юли по нов стил) в района на Якоруда от 11-а пехотна дивизия, подкрепена с допълващи и опълченски части. Негов командир е генерал Васил Делов, пряко подчинен на Главното командване.
Първоначално целите на Западнородопския отряд са отбранителни – непосредствено след завладяването на Неврокоп и Разлог от гръцките войски, той прегражда проходите през горното поречие на Места за Белово и Пловдив. Когато главните гръцки сили в района свръщат през Предела към Горна Джумая, задачата му се променя. На 13 – 14 (26 – 27) юли войските на Делов се спускат в Разложката котловина, разгромяват слабия гръцки ариергард и на 16 (29) юли завземат Предела. През следващите два дни (до примирието) Западнородопският отряд води бой край прохода с две гръцки дивизии.